# 卡尔·桑德布卢姆
卡尔·桑德布卢姆（瑞典語：Carl Sandblom，1908年8月21日—1984年6月1日），瑞典前男子帆船运动员。他曾代表瑞典参加1928年夏季奥林匹克运动会帆船比赛，获得8米级铜牌。